# ديفيد لاك
ديفيد لاك (بالإنجليزية: David Lake)‏ هو مهندس معماري أمريكي، ولد في عقد 1950.